# Nokia 1.3
Nokia 1.3 — смартфон початкового рівня на Android Go, розроблений компанією HMD Global під брендом Nokia. Був представлений 19 березня 2020 року разом з Nokia 5.3, 8.3 5G та 5310 (2020).

## Дизайн
Екран смартфона виконаний зі скла. Корпус виконаний з матового пластику.
Знизу розміщений роз'єм microUSB та мікрофон. Зверху розташований 3.5 мм аудіороз'єм. З лівого боку розміщена кнопка виклику Google Асистента. З правого боку розміщені кнопки регулювання гучності та кнопка блокування смартфона. Мультемедійний динамік розташований на задній панелі, яку можна зняти. Слоти, залежно від версії, під 1 або 2 SIM-картки і карту пам'яті формату microSD до 400 ГБ знаходяться під корпусом.
Nokia 1.3 продавався в 3 кольорах: Графіт (сірий), Бірюзовий та Пісок (світло-коричневий).

## Технічні характеристики

### Платформа
Смартфон отримав процесор Qualcomm Snapdragon 215 та графічний процесор Adreno 308.

### Батарея
Батарея отримала об'єм 3000 мА·год. Також є можливість її заміни.

### Камери
Смартфон отримав основну камеру 8 Мп (ширококутний) з автофокусом та можливістю запису відео в роздільній здатності 720p@30fps. Фронтальна камера отримала роздільність 5 Мп та можливість запису відео у роздільній здатності 720p@30fps.

### Екран
Екран IPS LCD, 5.71", HD+ (1520 × 720) зі співвідношенням сторін 19:9, щільністю пікселів 295 ppi та краплеподібним вирізом під фронтальну камеру.

### Пам'ять
Смартфон продавався в комплектації 1/16 ГБ.

### Програмне забезпечення
Смартфон був випущений на полегшеній версії Android під назвою Android Go версії 10. Був оновлений до Android 11 Go.